# Hamilton (Vitória)
Hamilton é uma cidade no sudoeste de Vitória, na Austrália, no cruzamento da Glenelg Highway com a Henty Highway. A Rodovia Hamilton liga a Geelong. Hamilton está na divisão federal de Wannon e está na área do governo local do sul de Grampians.
Hamilton costumava ser a "Capital mundial da lã", com base em seus fortes vínculos históricos com o pastoreio de ovelhas que continuam até hoje. A cidade usa o slogan "Grande Hamilton: um lugar, muitas possibilidades".